# Kham
Kham (tibetsky: ཁམས་, wylie:khams) je jedna ze tří tradičních částí Tibetu. Další dvě jsou Ü-Cang a Amdo.
Kham pokrývá východní část Tibetu a v současné době je rozdělen mezi čínské provincie S’-čchuan, Čching-chaj, Jün-nan a Tibetské autonomní oblasti.

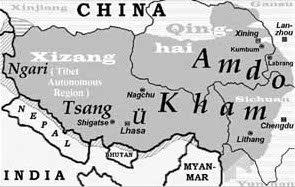
Mapka Tibetu

## Historie

### Čhuži Gangdrug
Oblasti se také přezdívalo "Čtyři řeky, šest pohoří" (tibetsky: ཆུ་བཞི་སྒང་དྲུག་, wylie: Chu bzhi sgang drug; Čhuži Gangdrug). Název vychází z geografických podmínek Khamu, protékají zde 4 řeky (Salwin, Mekong, Dlouhá řeka a řeka Jalung a podél Tibetské náhorní plošiny se táhne šest pohoří.
Dnes se pod pojmem Čhuži Gangdrug odkazuje na partyzánskou organizaci tibetských válečníků, kteří v období 50.-70. let 20. století s pomocí americké CIA bojovali proti čínské armádě. 

### Království

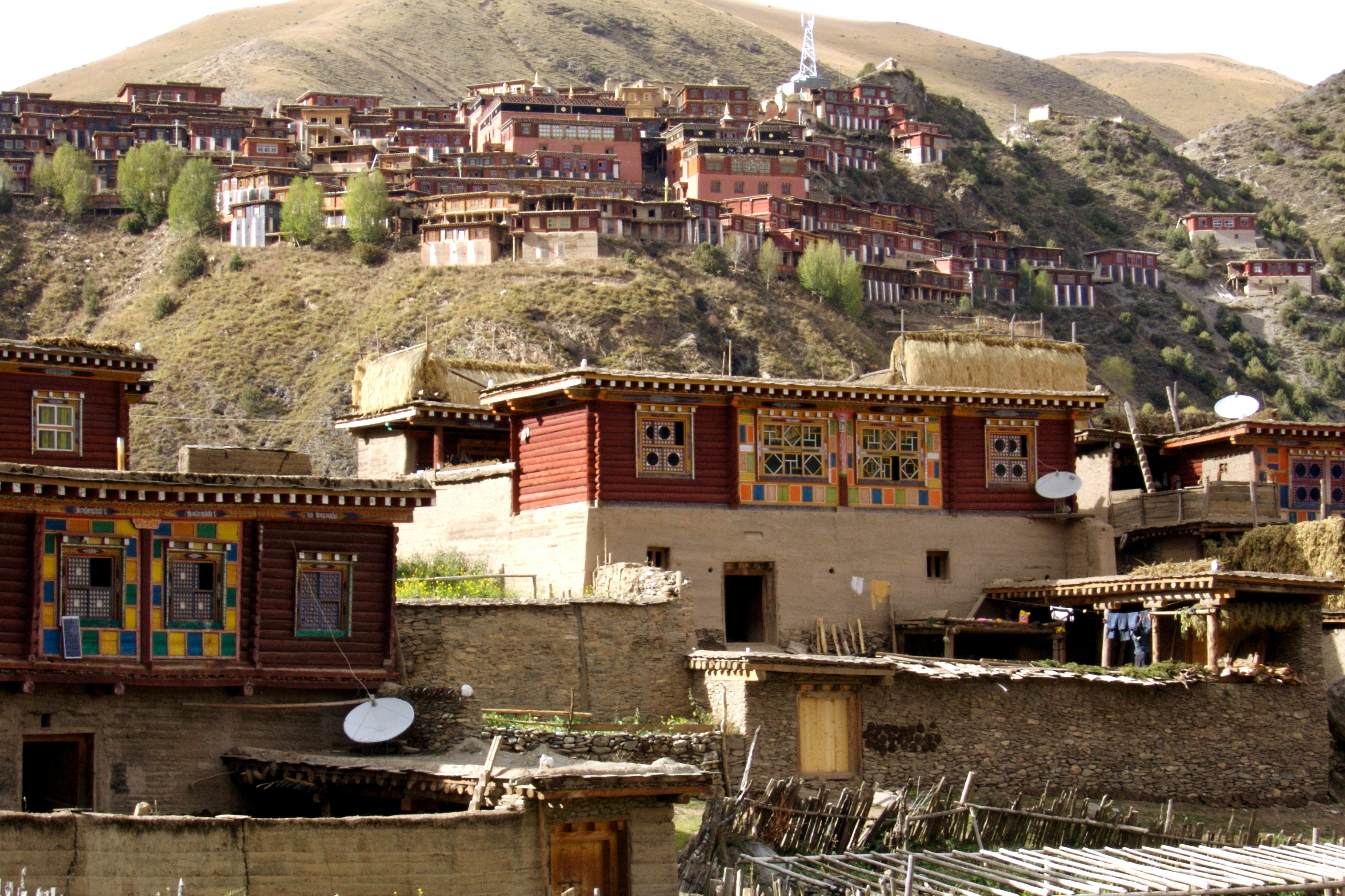
Významný klášter Dzongsar v okrese Dege

Díky členitému terénu zde nikdy neexistovalo jedno království, ale desítky malých království a samostatných území, která spolu neustále bojovala. Králové nepodléhali ani čínským císařům, ani vládě ve Lhase. Obyvatelé se hlásí k tibetskému buddhismu, jehož představitel je dalajláma.
Mezi nejznámější království patří království Dege, s hlavním sídlem v dnešním okrese Dege.

### Sikhang a Tibetská republika
Čína považovala Kham za součást svého území. Po rozpadu čínského císařství v roce 1912 nově vzniklá Čínská republika vytvořila na tomto území Zvláštní administrativní oblast, v roce 1939 přejmenovanou na provincii Sikhang (čínsky: 西康省, pchin-jin: Xīkāng Shěng). Provincii zachovala v roce 1950 i nově vzniklá komunistická čínská vláda. V roce 1955 byla provincie Sikhang zrušena a oblast rozdělena mezi Tibetskou AO a provincii S'-čchuan.
V únoru 1913 vyhlásil dalajláma Thubtän Gjamccho Tibetskou republiku, čímž potvrdil nezávislost na Číně. Vyhlášená republika zahrnovala území Ü-cangu, Khamu i Amda.
Ani tibetská vláda, ani čínská vláda však území neměla pod kontrolou. V Khamu do konce 50. let 20. století vládli místní králové.

## Geografie
Oblast provincie Sikhang měla rozlohu 451 521 km2.

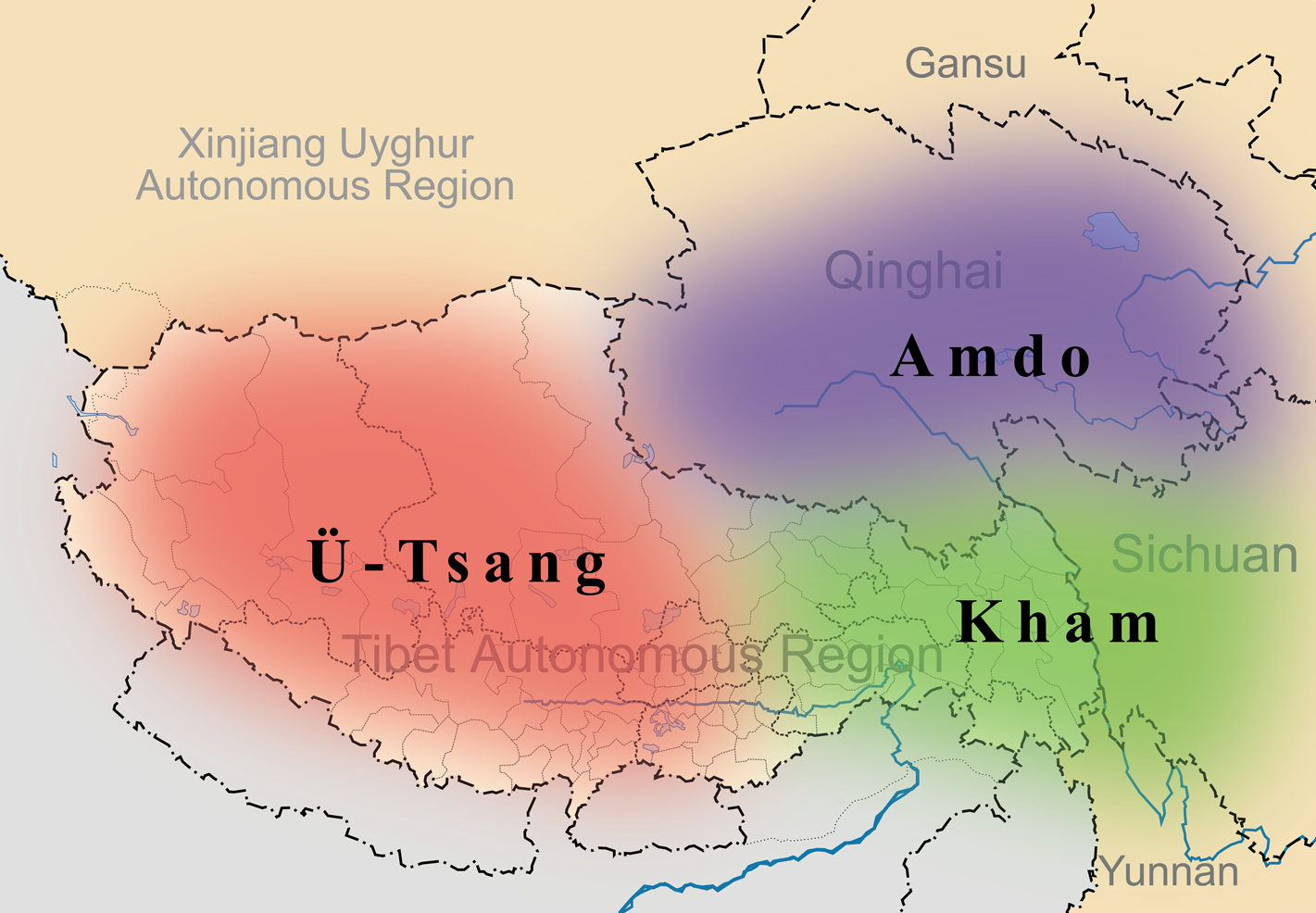
Tři historické části Tibetu

### Administrativní dělení
provincie S'-čchuan (16 současných okresů):
- prefektura Kardze, jih prefektury Ngawa, většina prefektury Liang-šan, městská prefektura Pchan-č'-chua a Ja-an

provincie Jün-nan (3 okresy):
- prefektura Dečhën

provincie Čching-chaj (6 okresů):
- prefektura Jü-šu

Tibetská autonomní oblast (25 okresů):
- městská prefektura Čhamdo, prefektura Nagčhu, východní část městské prefektury Ňingthri

## Demografie
V Khamu žijí Tibeťané, kterým se dodnes přezdívá "Khamba". Díky válečnické minulosti jsou statnější postavy, než Tibeťané z Ü-cangu a Amda a také agresivnější. Podle Čínské republiky měla v roce 1947 provincie Sikhang 1 651 132 obyvatel. V roce 1990 měla provincie Sikhang podle Čínské republiky 2 694 917 obyvatel.

## Jazyk
Dialektu tibetštiny na území Khamu se říká Kham-ke (ཁམས་སྐད་). Díky členitosti terénu se však v jednotlivých částech Khamu vyvinuly odlišné dialekty khamštiny.
- centrální dialekty: oblast Dege (Kardze), Čhamdo
- jižní dialekty: oblast Dečhënu (Jün-nan)
- západní dialekty: oblast Čhangthangu – Nagčhu, okres Gerce v oblasti Ngari
- severní dialekty: oblast Jü-šu
- východní dialekty: oblast Darda
- další nářečí tibetštiny používané v Khamu: gjälrongské dialekty (Kardze), dialekty v prefektuře Kanlho (Kan-su)